# Olivier Treiner
Olivier Treiner est un réalisateur français de cinéma.

## Biographie
En février 2012, lors de la 37e cérémonie des César, il obtient le César du meilleur court métrage pour son film, L'Accordeur,.

## Filmographie

### Réalisateur
- 2007 : Crassus (court métrage)
- 2011 : L'Accordeur (court métrage)
- 2022 : Le Tourbillon de la vie (long métrage)

### Acteur
- 2007 : Crassus d'Olivier Treiner (court métrage) : Crassus

### Scénariste
- 2007 : Crassus d'Olivier Treiner (court métrage)
- 2011 : L'Accordeur d'Olivier Treiner (court métrage)
- 2016 : C'est quoi cette famille ?! de Gabriel Julien-Laferrière (co-écrit avec François Desagnat et Camille Moreau)
- 2018 : Larguées d'Eloïse Lang (co-écrit avec Eloïse Lang, Camille Moreau et Philippe Lefebvre, adapté du script suédois de All Inclusive)

## Théâtre

### Auteur
- 2016 : Fission au théâtre La Reine Blanche (co-écrit avec Jacques Treiner)[3]